# Baranyahídvég
Baranyahídvég (horvátul: Idvik ) község Baranya vármegyében, a Sellyei járásban.

## Fekvése
Az Ormánság északi részén, a Fekete-víz mellett fekszik Harkánytól nyugatra, Vajszló és Kémes között.

### Megközelítése
Legfontosabb közúti megközelítési útvonala a Harkány-Sellye-Darány közt húzódó 5804-es út, ezen érhető el mindhárom említett település irányából. Pécsről Vajszlón át közelíthető meg a legegyszerűbben.

## Története
Baranyahídvég (Hídvég) neve először középkori forrásokban maradt fenn, Hydwegh néven. Később Kishídvég alakban tűnt fel, akkor a nyúlszigeti apácák birtokolták.
A török hódoltság alatt is lakott hely maradt, de a török felszabadító háborúk alatt az itt folyó hadmozdulatok miatt lakosai elmenekültek, a település elnéptelenedett.
A 18. század közepén reformátusok lakták, de az évszázad második felében katolikusok is betelepültek.
A 20. század közepén horvát és német családok is megtelepedtek a faluban, de az etnikum többségében magyar maradt.
A falu lakosainak megélhetését főleg a mezőgazdaság biztosította.
Vályi András így írt az 1800-as évek végén Baranyahídvégről (Hídvégről): „Melyet, mivel sok apró hídnak a végén van azért hívnak így. Magyar falu Baranya Vármegyében, Földes Ura a K. Kamara, lakosai leginkább reformátusok. Fekszik Kémeshez fél mérföldnyire, határja három nyomásra van osztva, terem búzát, tengerit, lent, makkot, mellyekkel bővelkedik, hala is vann hegye nints, eladásra módgya van Pétsen, és Siklóson.”

## Közélete

### Polgármesterei
- 1990–1994: Kudari László (független)[4]
- 1994–199?: Kudari László (független)[5]
- 199?–1998: Bazsó József (független)
- 1998–2002: Bazsó József (független)[6]
- 2002–2006: Bazsó József (független)[7]
- 2006–2010: Bazsó József (független)[8]
- 2010–2014: Nagy Csaba (független)[9]
- 2014–2019: Nagy Csaba (független)[10]
- 2019–2024: Nagy Csaba (független)[11]
- 2024– : Nagy Csaba (független)[1]

## Népesség
A település népességének változása:
| Lakosok száma | 188  | 183  | 178  | 165  | 162  | 171  | 179  | 174  |
|               | 2013 | 2014 | 2015 | 2019 | 2021 | 2022 | 2023 | 2024 |

A 2011-es népszámlálás során a lakosok 98,9%-a magyarnak, 36,2% cigánynak mondta magát (1,1% nem nyilatkozott; a kettős identitások miatt a végösszeg nagyobb lehet 100%-nál). A vallási megoszlás a következő volt: római katolikus 65,4%, református 20,2%, felekezeten kívüli 6,9% (5,3% nem nyilatkozott).
2022-ben a lakosság 95,3%-a vallotta magát magyarnak, 31% cigánynak, 0,6% németnek, 0,6% szerbnek (4,7% nem nyilatkozott; a kettős identitások miatt a végösszeg nagyobb lehet 100%-nál). Vallásuk szerint 36,8% volt római katolikus, 15,2% református, 0,6% evangélikus, 0,6% görög katolikus, 2,9% egyéb katolikus, 4,7% felekezeten kívüli (39,2% nem válaszolt).

## Nevezetességei
- A régi Dráva holtágából kialakított horgásztó